# Samuli Samuelsson
Samuli Kalevi Samuelsson (Ikaalinen, 23 luglio 1995) è un velocista finlandese.
Nel 2017, stabilisce il suo primato su 100 m in 10"32 prima di vincere il bronzo nella staffetta 4 x 100 m, durante i campionati promesse di 2017 a Bydgoszcz. Finisce 4º della finale dei 100 m con 10"36 subito dietro Jonathan Quarcoo.

## Palmarès
| Anno | Manifestazione    | Sede      | Evento      | Risultato  | Prestazione | Note                                     |
| ---- | ----------------- | --------- | ----------- | ---------- | ----------- | ---------------------------------------- |
| 2013 | Europei juniores  | Rieti     | 4x100 m     | Batteria   | 40"33       |                                          |
| 2014 | Mondiali juniores | Eugene    | 100 m piani | Batteria   | 10"78       |                                          |
| 2014 | Mondiali juniores | Eugene    | 200 m piani | Batteria   | 21"53       |                                          |
| 2015 | Europei U23       | Tallinn   | 200 m piani | 6º         | 20"90       |                                          |
| 2015 | Europei U23       | Tallinn   | 4x100 m     | Batteria   | dnf         |                                          |
| 2016 | Europei           | Amsterdam | 200 m piani | Batteria   | 21"36       |                                          |
| 2016 | Europei           | Amsterdam | 4x100 m     | Batteria   | 39"68       |                                          |
| 2017 | Europei U23       | Bydgoszcz | 100 m piani | 4º         | 10"36       |                                          |
| 2017 | Europei U23       | Bydgoszcz | 200 m piani | Semifinale | dq          |                                          |
| 2017 | Europei U23       | Bydgoszcz | 4x100 m     | Bronzo     | 39"70       |                                          |
| 2017 | Universiadi       | Taipei    | 200 m piani | Semifinale | 20"99       |                                          |
| 2017 | Universiadi       | Taipei    | 4x100 m     | 7º         | 40"37       |                                          |
| 2021 | Europei indoor    | Toruń     | 60 m piani  | Batteria   | 6"75        |                                          |
| 2022 | Europei           | Monaco    | 100 m piani | Batteria   | 10"39       |                                          |
| 2022 | Europei           | Monaco    | 4x100 m     | Batteria   | 39"37       |                                          |
| 2023 | Europei indoor    | Istanbul  | 60 m piani  | Batteria   | 6"75        |                                          |
| 2024 | Mondiali indoor   | Glasgow   | 60 m piani  | Batteria   | 6"72        |                                          |
| 2024 | Europei           | Roma      | 100 m piani | Semifinale | 10"59       | Miglior prestazione personale stagionale |